# ثعلب میمونی
ثعلب میمونی (نام علمی: Orchis simia) نام یک گونه از سرده ارکیده است.